# 三升家紋右衛門
三升家 紋右衛門（みますや もんえもん、1880年7月10日 - 1932年6月17日）は、上方噺家。本名:  溝口利三郎。享年53。
大阪南区清水町の生まれ。家業は着物に紋を入れる問屋の倅で、芸名の紋弥、紋右衛門もこれに由来する。
素人連で最初は滝の家鯉昇といった。最初は5代目林家正三の門で正太郎、1901年に2代目桂文團治の門で2代目桂小團治と改名し三友派に加入。1904年8月に文治が別の諸派を設立した際には参加せずに三友亭紋弥（後に亭号を三升に改名）となる。
1904年8月には東京に上京し柳派に加入し電気応用の舞踊で各席に出席し人気を博した。1914年9月に帰阪と同時に姓名学を研究していた桂太郎が名付け親になり、三升家紋右衛門となったが落語をせず舞踊一本で生計を立てていた。
1923年2月に噺家を引退し、得意だった舞踊の若柳流若柳吉升を名乗り師範代となった。引退興行は吉本、三友花月合同会の後援で大阪の10月1日より10日まで南地花月、新町花月、北陽花月俱楽部、紅梅亭、東京では神田の花月、人形町末廣、芝の恵智十で3月1日より10日間、他名古屋、福井、金沢などでも盛大に行なわれ口上では3代目桂文團治が並んだ。
噺家では珍しいほどの美男子でその為か芸はもっぱら落語よりも踊りが主であった。
弟子には2代目紋弥（曲独楽の3代目三増紋也の実の父）、4代目桂文團治、三升家小常（飯塚八十八）、極真坊楽丸（根門寅吉）、初代、2代目三升紋三郎等がいた。尚2代目紋弥の弟子に花月亭九里丸、三升小三がいる。
SPレコードは「滑稽泥枕」「いかけ松」がある。